# Latvijas kauss 2002
La Coppa di Lettonia 2002 (in lettone Latvijas kauss) è stata la 61ª edizione del torneo a eliminazione diretta. Lo Skonto ha vinto il trofeo per la settima volta.

## Formula
Tutti i turni ad eliminazione diretta: tutti i turni giocati in gara unica, ad eccezione delle semifinali in cui erano previste gare di andata e ritorno.
Nei primi due turni giocarono esclusivamente squadre iscritte alla 2. Līga; dal terzo entrarono in gioco le squadre della 1. Līga 2002; infine dagli ottavi di finale scesero in campo le otto formazioni di Virslīga 2002.

## Primo turno
Le gare si sono giocate l'11 maggio 2002.
| Squadra 1        | Risultato | Squadra 2   |
| ---------------- | --------- | ----------- |
| Dinamo Salaspils | 0 – 4     | Alûksne     |
| Gulbene          | 4 – 1     | Madona      |
| Alberts FK       | 0 – 4     | Tukums 2000 |

## Secondo turno
Le gare si sono giocate l'8 giugno 2002.
| Squadra 1     | Risultato             | Squadra 2           |
| ------------- | --------------------- | ------------------- |
| Smiltene      | 2 - 6                 | Latvijas Bçrzs Rīga |
| Viola Jelgava | 1 – 3                 | Ofriss Rīga         |
| Acteka Rīga   | 1 – 1 (dts) (8-7 dcr) | Auda-Neo Rīga       |
| Varavīksne    | 0 – 1                 | Fotomiks Bauska     |
| Balvu Vilki   | 3 – 0                 | RFS Nacionâle Rīga  |
| Alûksne       | 7 – 0                 | Pļaviņas            |
| Gulbene       | 3 – 2                 | Fortuna Ogre        |
| Flaminko Rīga | 1 – 4                 | Tukums 2000         |

## Terzo turno
Le gare si sono giocate tra il 20 giugno e il 3 luglio 2002. In questo turno entrarono in scena le squadre della 1. Līga.
| Squadra 1           | Risultato             | Squadra 2          |
| ------------------- | --------------------- | ------------------ |
| Gulbene             | 1 – 3                 | Ofriss Rīga        |
| Balvu Vilki         | 1 – 2                 | Robezsardze Ludza  |
| Latvijas Bçrzs Rīga | 1 – 4 (dts)           | Multibanka Rīga    |
| Fotomiks Bauska     | 1 – 2                 | RKB-Arma Rīga      |
| Acteka Rīga         | 1 – 3                 | Ditona Daugavpils  |
| Tukums 2000         | 6 – 0                 | Alûksne            |
| RAF Jelgava         | 1 – 2 (dts)           | Zibens/Zemessardze |
| Dižvanagi Rēzekne   | 1 – 1 (dts) (4-3 dcr) | Lido-Nafta Rīga    |

## Ottavi di finale
Le partite si sono giocate il 2 e il 3 agosto 2002. In questo turno entrarono in gioco le squadre partecipanti alla Virslīga.
| Squadra 1          | Risultato | Squadra 2         |
| ------------------ | --------- | ----------------- |
| Robezsardze Ludza  | 1 – 3     | Rīga              |
| Ditona Daugavpils  | 1 – 3     | Ventspils         |
| Multibanka Rīga    | 0 – 2     | Metalurgs Liepāja |
| Tukums 2000        | 2 – 1     | Dinaburg          |
| Zibens/Zemessardze | 2 – 5     | Skonto            |
| PFK Daugava        | 1 – 0     | Valmiera          |
| Dižvanagi Rēzekne  | 0 – 6     | RKB-Arma Rīga     |
| Ofriss Rīga        | 0 – 4     | Auda Ķekava       |

## Quarti di finale
Le partite si sono giocate il 2 settembre 2002.
| Squadra 1     | Risultato             | Squadra 2         |
| ------------- | --------------------- | ----------------- |
| Rīga          | 0 – 4                 | Ventspils         |
| Skonto        | 3 – 0                 | PFK Daugava       |
| RKB-Arma Rīga | 1 – 6                 | Metalurgs Liepāja |
| Tukums 2000   | 0 – 0 (dts) (4-5 dtr) | Auda Ķekava       |

## Semifinali
Le partite di andata si sono giocate il 2 maggio, quelle di ritorno il 10 maggio 2002.
| Squadra 1         | Totale | Squadra 2 | Andata | Ritorno |
| ----------------- | ------ | --------- | ------ | ------- |
| Auda Ķekava       | 2 - 9  | Skonto    | 1 - 4  | 1 - 5   |
| Metalurgs Liepāja | 5 - 3  | Ventspils | 3 - 1  | 2 - 2   |

## Finale
| Arbitro: | Romans Lajuks (Rīga) |

|                                  |           |  |
| Buitkus 31’, 76’ Kšanavičius 90’ | Marcatori |  |